# Forskningsfartøj
Et forskningsfartøj eller et forskningsskib er et fartøj, som er specialbygget eller på anden vis særligt udrustet til at lave undersøgelser i vandet eller på havbunden. Moderne forskningsfartøjer er normalt udrustede med et stort arbejdsdæk med kraner og spil. Ofte er der laboratorier til forskellige formål. Forskningsfartøjer findes i alle størrelsesklasser, lige fra små fartøjer, som kan sejle på lavt vand, til havgående fartøjer med isbryderkapacitet.
| Skib | Spire Denne artikel om skibe eller både er en spire som bør udbygges. Du er velkommen til at hjælpe Wikipedia ved at udvide den. |